# Joaquín Gómez (guerrillero)
Milton de Jesús Toncel Redondo, más conocido por su seudónimo Joaquín Gómez (Barrancas, La Guajira; 18 de marzo de 1947), es un ingeniero agrícola y exguerrillero colombiano que perteneció a las Fuerzas Armadas Revolucionarias de Colombia - Ejército del Pueblo (FARC-EP), donde se desempeñó como comandante del Bloque Sur, vocero y miembro del Secretariado.

## Biografía

### Primeros años
Toncel  nació en 1947 en el norteño departamento de La Guajira, donde se afilió a una rama local de la  Juventud Comunista Colombiana (JUCO) cuando era adolescente. Después de que varios de sus compañeros fueran asesinados por grupos paramilitares, Gómez dejó Colombia para estudiar ciencias agrícolas en la Unión Soviética. Al regresar a Colombia a principios de los años 80, Gómez fue profesor en la Universidad de la Amazonía con sede en Florencia (Caquetá).

### Vinculación y militancia a las FARC-EP
Tras recibir amenazas, ingresó a las FARC-EP en 1981. Fue asignado junto a Fabián Ramírez al Frente 1 de las FARC-EP.
Antes de ser miembro del secretariado, fue comandante del Bloque Sur de las FARC-EP, bloque que ayudó a formar. Se le consideró un integrante de la línea más dura y militarista de las FARC-EP.En el 2003, después de la muerte de Efraín Guzman, uno de los miembros del secretariado, ingresó a la cúpula de las FARC.
Joaquín Gómez compartió el secretariado de las junto a Alfonso Cano, Ivan Márquez, Mauricio Jaramillo, Pablo Catatumbo, Timoleón Jiménez, Bertulfo Álvarez y Pastor Alape. Fue uno de los comandantes que organizó la toma de Patascoy, en el departamento de Nariño, donde el ejército colombiano mantenía una pequeña base. Reemplazó en ese puesto a Raúl Reyes luego de la muerte de éste en un operativo de las Fuerzas Armadas de Colombia.
Tras la Toma de Las Delicias y el secuestro de numerosos policías y militares por parte de las FARC-EP en abril de 1998, Joaquín Gómez fue el encargado de liberarlos ante la opinión pública meses después en la zona de distensión. Fue partícipe de los Diálogos de paz entre el gobierno Pastrana y las FARC (1998-2002) en representación de las FARC-EP como negociador. Como encargado de las finanzas de las FARC-EP, Gómez estaba a cargo de las relaciones de la organización con los grupos de narcotraficantes, supervisando la producción y distribución de droga e imponiendo sobre ella el llamado "impuesto revolucionario" a carteles de droga y campesinos cocaleros.
Tras la desmovilización de las FARC-EP en 2016, no se incorporó a la vida política y mediática colombiana, permaneciendo cerca de sus antiguos guerrilleros. Es mediador en conflictos entre comunidades indígenas en La Guajira, donde vive.

### Delitos y acusaciones
El Gobierno de los Estados Unidos lo acusa de cientos de asesinatos y de realizar operaciones de narcotráfico, y ofrece por él 2,5 millones de dólares de recompensa. En marzo de 2008, algunos medios de prensa venezolanos insinuaron que Gómez se encontraba en un centro médico de aquel país por haber recibido una herida de bala, en la localidad de Rubio (Táchira), en la frontera con Colombia. Los rumores fueron desmentidos después de que se conocieran las imágenes del guerrillero herido, que no correspondían a la identidad de Gómez. El 22 de diciembre de 2009 fue acusado de ser el autor intelectual del secuestro y muerte del gobernador del departamento de Caquetá, Luis Francisco Cuéllar.